# 田代剛
田代 剛（たしろ ごう、1979年9月4日 - ）は、宮崎県を拠点に活動する日本のフリーアナウンサー、講演家、ジャーナリスト、YouTuberで、四国放送・宮崎放送の元アナウンサー。

## 略歴・人物
宮崎県宮崎市出身。宮崎市立西池小学校、宮崎市立宮崎西中学校、宮崎日本大学高等学校総合進学科、宮崎産業経営大学法学部法律学科卒業。2004年4月にJRT四国放送に入社。2007年10月にMRT宮崎放送に移籍。
鉄道ファンで、鉄道関係の取材はほぼ担当しているほか、宮崎放送主宰の団体貸切列車では同行パーソナリティとして参加する。愛称は「剛やん」。
2020年4月～他部署に異動。
2020年4月末で宮崎放送を退職。
2020年5月より合同会社レンケツを設立、フリーアナウンサー（フリー鉄道アナウンサー）に。
現在は JR吉都線応援大使(都城⇔吉松) JR日南線応援大使(宮崎⇔志布志) マイルート宮崎PR大使に任命され。
2022年3月より みやざき鉄道PR大使（宮崎県鉄道整備促進期成同盟会） を委嘱された。

## 現在の制作・出演番組
- 鉄アナポッポちゃんねる「吉都線探訪」「日南線探訪」（YouTube）
- 田代剛のポケふたへGO～！（YouTube）
- 鉄旅・音旅 出発進行！～音で楽しむ鉄道旅～大分県玖珠町「くすまちメルサンホール」公開放送(NHKラジオ第一)
- ミヤトヨCH（YouTube）

## フリーでの出演番組

### テレビ
- 情報プレゼンター とくダネ!新プロジェクト「県外不出の旅」第2弾！宮崎県編（フジテレビ、2020年11月5日）
- ひなたの鉄道見聞録（ケーブルメディアワイワイ、2022年5月～2025年4月）
- 4時どき！ご意見番（UMKテレビ宮崎、2024年7月～）

## 宮崎放送での出演番組

### ラジオ
- MRT日曜朝カフェ
- サンデースペシャル のどごしつるりんラジオ!（～2009年9月）
- MRTスーパーワイド バリッと朝！
- 剛と聖子のブン・ブン・ブン!
- GO!GO!ワイド
- スイッチ音Time
- 田代剛のひなたんラジオ
- ペアラジ

### テレビ
- アッパレ!miyazaki（水曜 - 金曜）
- おしえて!みやざき
- わけもんGT（リポーター・ナレーション）
- スポーツ実況（高校野球）
- MRTニュース

## 四国放送での出演番組

### テレビ
- あさ630
- 撮りたい放題 JRTビデオ広場
- 徳島新聞ニュース

### ラジオ
- 川村雅彦のWonderful World